# 에티오피아
에티오피아 연방 민주공화국(암하라어: የ ኢትዮጵያ ፈደራላዊ ዲሞክራሲያዊ ሪፐብሊክ 예 이티오피아 페데랄라위 디모크라시야위 리페블리크, 영어: Federal Democratic Republic of Ethiopia), 약칭 에티오피아(암하라어: ኢትዮጵያ 이티오피아, 영어: Ethiopia)는 아프리카에 있는 연방 공화국이며 수도는 아디스아바바이다. 1931년 이전에는 '아비시니아'(Abyssinia)라 불리기도 했다.

## 역사

### 고대
인류학자들은 에티오피아 고원와 주변 지역이 현생 인류의 기원과 가까워 아주 오래 전부터 인간이 거주해왔다고 추정한다. 신석기 시대부터 아프리카아시아어족 인구가 나일강 또는 중동 지역에서 들어와 살기 시작했다. 에티오피아인들 사이에 전해져 내려오는 설화에서는 기원전 1000년 경 이스라엘의 솔로몬왕과 지혜로운 스바 여왕 사이에서 낳은 아들 메넬리크 1세가 북에티오피아로 이주하여 에티오피아를 건국했다고 말하고 있다.
기원전 약 8세기에 오늘날의 에리트리아와 티그라이 지역에 해당하는 홍해 연안에서 다못(Dʿmt)으로 불리는 왕국이 세워져 기원전 4세기까지 존속하였는데, 홍해 건너편의 사바 왕국과 교류가 많았던 것으로 보인다. 이들을 기록한 사료는 많지 않으나 당시 관개 농법을 사용한 수수 재배와 철기 사용이 이루어진 흔적을 찾을 수 있다.
다못 왕국의 멸망 이후 해당 지역에는 여러 소국들이 성립하였는데, 특히 기원후 1세기에 악숨에서 발원한 악숨 왕국이 빠르게 세력을 확장하여 홍해 건너 예멘 지역까지 지배하였다. 3세기에 활동한 페르시아의 예언가 마니는 당대 가장 강력한 국가 4개로 로마, 페르시아, 중국과 함께 악숨을 꼽기도 했다. 기원후 300년대에 페니키아 티레 출신으로 궁정의 노예가 된 프루멘티우스가 왕족들에게 기독교를 전파하였고 곧 악숨은 아르메니아 이후 세계에서 2번째로 기독교를 공인한 국가가 되었다. 6세기 경 이슬람의 발흥으로 영토를 빼앗긴 악숨 왕조는 이후 점점 쇠퇴하다가 940년에 멸망하였다. 당시의 정황에 관해서는 확실하지 않은 것이 많은데, 왕국을 파괴한 구디트(Gudit)가 여왕으로서 수십 년 간 에티오피아를 지배하면서 기독교를 탄압하다가 자그웨 왕조의 첫번째 왕에 의해 멸망했다고도 전해진다.

### 에티오피아 제국 (12세기~1889년)
12-13세기에 에티오피아를 지배한 자그웨 왕조는 쿠시족의 일파인 아가우족(Agaw)에 의해 세워졌는데, 1270년 예쿠노 암라크(Yekuno Amlak)가 자그웨의 왕을 폐위하고 스스로 왕위에 오르며 이후 1974년 쿠데타로 왕정이 폐지되기 전까지 이어질 솔로몬 왕조를 세웠다. 예쿠노 암라크는 스스로를 고대 솔로몬과 시바의 여왕의 아들로 전해지는 메넬리크 1세의 후손으로 칭하였다.
에티오피아 제국은 중세부터 유럽의 왕국들과 외교적 관계를 맺은 기록이 남아있으며, 특히 다위트 2세 치하의 1508년부터는 포르투갈과 지속적인 국교를 맺기 시작했다. 16-17세기에는 에티오피아-아달 전쟁 등 이슬람 세력과 싸우며 독자성을 지켰으나 결과적으로 홍해 연안에 대한 지배력을 크게 잃고 세력이 약화되었다. 1769년부터 1855년까지 에티오피아에는 왕자 시대(Zemene Mesafint)로 불리는 고립기가 지속되었다. 이 시기에 황제의 권력은 명목상의 황위에 불과했으며 각지의 귀족, 제후들이 자신의 영역을 통치하여 실질적으로 여러 나라처럼 분리되어 있었다.
이후 19세기부터는 영국과 동맹관계를 맺으며 외교적 고립이 끝나가기 시작했으며, 1855년 테오드로스 2세가 암하라족을 중심으로 에티오피아 북부를 잠시 통일하며 왕권을 중앙에 집중시키고 근대화에 착수하고자 하였다. 그러나 내부적으로는 오로모족과 티그라이족이 반란을 일으켰으며 외부적으로는 오스만 제국령 이집트와의 갈등이 심화되었고, 1868년 영국이 오스만의 편을 들며 침공한 후 테오드로스 2세는 마지막 전투에서 자결하였다. 이후 1875년과 1876년 오스만 세력이 두 차례 침공했으나 에티오피아는 모두 막아내었다. 1885~1889년에는 영국 편에서 마흐디 전쟁에 참여하기도 했는데 이때 요하네스 4세가 전투에서 전사하였다. 1889년 즉위한 메넬리크 2세는 요하네스 4세의 뒤를 이어 영토의 확장과 근대화의 초석을 쌓았다.
요하네스와 메넬리크 대에 에티오피아는 여러 정복 전쟁을 벌이며 오로모인, 소말리인을 비롯한 여러 민족이 살고 있던 남쪽의 넓은 지역으로 영토를 확장하였고, 이 시기에 본래 북부에 한정되어 있던 영토에서 오늘날의 에티오피아 영토로 바뀌었다고 말할 수 있다. 19세기에는 식민지를 확장하려던 이탈리아군을 크게 무찌르며 아프리카의 몇 남지 않은 독립국으로서의 위상을 전 세계에 알렸다. 한편 1888년부터 1892년까지 이어진 대기근으로 심각한 피해를 입었으며, 이 때 인구의 약 1/3이 사망했다고 추정된다.
1916년에는 오로모족과 암하라족의 혼혈로 태어난 하일레 셀라시에가 자우디투의 섭정으로서 정권을 잡았는데, 그는 에티오피아 제국을 대대적으로 개혁하고 본격적인 근대화를 진행시킨 것으로 평가받는다. 1930년에는 직접 황위에 올랐으며, 1931년에는 입헌 군주제를 도입하였다. 그러나 1935년 10월 2일부터 이탈리아의 에티오피아 침략이 개시되었고 1936년 5월 2일, 이탈리아의 2차 공격에 패배하여 황제가 예루살렘으로 망명을 하기도 하였다. 마침내 5월 5일 오후 5시(역사적 대사실을 기념하기 위하여 일부러 택한 날짜와 시간이다.)를 기해 이탈리아군은 수도 아디스아바바에 입성하였다. 이후 하일레 셀라시에는 국제 연맹에서 부당성을 호소하는 연설을 행하였으며, 이는 그의 이름이 세계적으로 주목받는 계기가 되었다.
1941년 영국군이 이탈리아군을 몰아낸 이후 영국의 도움으로 망명해있던 황제가 복위하여, 에티오피아를 재건하는 데 힘썼다. 에티오피아는 20세기 동안 수백만 명에 달하는 노예가 있던 것으로 알려져 있었는데, 이탈리아 식민 시대에 금지되었다가 1942년에는 하일레 셀라시에의 선언에 의해 노예제가 공식적으로 폐지되었다. 에티오피아는 1952년 에리트레아와 연방을 맺었고 1962년에는 완전히 자국 영토로 병합하면서 에리트레아 독립 전쟁이 발발하였다. 한국 전쟁 때는 대한민국에 병력을 지원하여 123명의 전사자와 536명의 부상자를 냈다. 1960년 로마 올림픽 때는 육상선수 아베베 비킬라가 금메달을 획득하였다.

### 사회주의 정권
한편 지속되는 경제난 속에 1973년 석유 파동으로 대규모 시위가 벌어지는 등 황제에 대한 여론은 악화되고 있었다. 결국 1974년에 멩기스투 소령을 비롯한 군대 내의 마르크스주의자 사모임이 주도한 쿠데타로 제정이 폐지되었다. 군부는 에티오피아를 사회주의 국가로 선포하고 임시 위원회를 세워 국가를 통치하였는데, 군정 동안 군부의 공포정치에 의하여 많은 사람들이 희생되었고 2천년 동안 이어져 온 에티오피아 정교회는 교회가 문을 닫는 등 박해를 받았다. 이 군정기는 암하라어로 "위원회"를 의미하는 데르그(Derg)라고 불리고 있다.
1974년 멩기스투 정권에 반발한 세력이 반란을 일으키며 에티오피아 내전이 발발하였고, 내전은 1991년까지 이어지며 에티오피아에 큰 혼란을 몰고 왔다. 이와 함께 가뭄, 기아 등 국내문제가 이어졌으며 경제난은 개선되지 않고 에티오피아는 계속해서 해외원조에 강하게 의존하고 있었다. 1987년 데르그는 국민투표를 거쳐 군부의 기구인 에티오피아 임시 군사 평의회(EPMAC)를 폐지, 에티오피아 인민민주공화국을 성립시키고 멩기스투가 그 초대 주석이 되었다. 그러나 세계적으로 공산 진영이 붕괴하기 시작하고 멩기스투 정권을 지원해주던 소련이 외교적 간섭을 철회하자 군정은 자금난에 시달렸고 결국 반군을 주도하던 에티오피아 인민혁명 민주전선(EPRDF)이 수도 아디스아바바를 점령하고 과도정권을 선포하며 민주화가 이루어졌다. 한편, 에티오피아의 영토로서 내전 동안 멩기스투 정권에 맞서 싸우던 에리트레아 분리주의 반군은 1993년에 독립을 얻게 되었다.

### 에티오피아 연방 민주공화국
과도정부를 거쳐 1995년 공식 출범한 에티오피아 연방 민주공화국은 의회 민주주의 체제와 연방제를 받아들였다. 1998년부터는 국경 문제로 에리트레아-에티오피아 전쟁이 시작되었다. 2018년 아비 아머드가 총리로 선출되었으며, 곧 2000년도에 전투가 끝난 이후에도 분쟁이 이어지던 에리트레아-에티오피아 전쟁에 대한 평화 협약을 성사시켜 노벨 평화상을 수상하였다. 그러나 계속되는 민중 간의 분쟁으로 정국은 불안한 상황이다. 2020년 11월에는 티그라이인이 다수 거주하는 티그라이 주 정부와 아비 아머드가 주도하는 번영당의 중앙 정부 간의 갈등 끝에 티그라이 전쟁이 발생하였다.

## 지리
에티오피아는 북쪽으로는 에리트레아, 동쪽으로는 지부티와 소말리아, 남쪽으로는 케냐, 서쪽으로는 수단, 남수단과 국경을 접하고 있으며, 홍해 연안의 에리트레아가 독립한 이후 내륙국으로 있다. 북북동 주향의 동아프리카 지구대가 지나가 에티오피아 중앙을 양분하고 있으며 에티오피아 고원이 영토의 상당 부분을 이룬다. 전체 면적은 1,127,127 km2으로 세계에서 27번째로 큰 나라이다. 에티오피아의 주요 부분은 아프리카의 뿔에 해당하여 아프리카 전체의 가장 동쪽 부분에 해당한다.

## 행정 구역

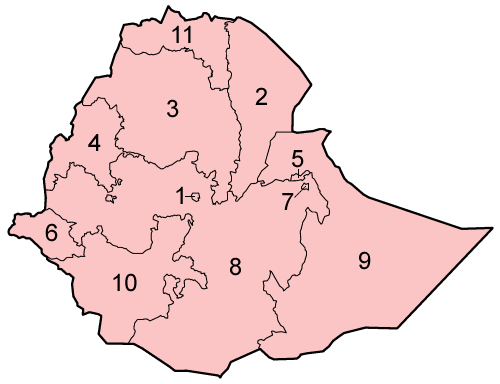
에티오피아의 행정 구역

기본적으로 연방 정부로서 9개 주((티그레주(11), 아파르주(2), 암하라주(3), 베니샹굴구무즈주(4), 감벨라주(6), 하라리주(7), 오로미아주(8), 소말리주(9)), 남부국민민족인민주(10))와 2개의 특별시(아디스아바바(에티오피아의 수도(1), 디레 다와(5)))가 존재한다. 각 지역에는 별도의 행정 자치권을 행사하는 지방 정부가 있다.

## 정치
국가 원수는 총리로, 의원 내각제는 1987년에 도입되었다. 의회 제도는 양원제이며, 1995년부터 연방제를 시행했다.

## 군사
현재 국방부에 소속된 정규군인 에티오피아 공화국 방위군(Ethiopian National Defense Force)이 국방을 담당하며 육군과 공군과 헌병이 존재한다. 예전에는 해군(1956년 ~ 1991년)도 존재하였으나 에리트레아가 독립한 이후, 해군 전력이 없다. 병력은 182,500명이며, 징병제를 채택하고 있다.

## 민족
암하라족, 오로모족, 티그레족이 3대 종족을 구성하지만 전체적인 세부 부족 및 언어는 대략 80개에 달한다. 한편 가장 많은 인구와 지역을 차지하는 것은 오로모족(오로모인)으로 이들은 수도 아디스아바바를 중심으로 중부 및 중서부, 중남부 지역에 걸쳐 거주하고 있다. 다음으로 많은 것이 암하라족이며 티그레족이 그 뒤를 잇는데 현재 집권 세력은 티그레족 출신이다. 암하라족은 1970년대 공산정권이 수립되기 이전까지 약 2,000년간 솔로몬 왕조를 구성하고 있었다.

## 인구
이 나라는 아프리카에서 나이지리아에 이어 2번째로 인구가 많으며 내륙국 중에서 인구가 가장 많다. 1995년부터 2000년까지 연평균 인구 증가율은 2.92%, 유아 사망률은 1,000명당 99.96명(1999년 기준)이다. 2016년에 1억명을 달성하였고 에티오피아는 나이지리아 다음으로 아프리카에서 인구가 많게 되었다.

## 언어
1994년 헌법 5조 2항에 "암하라어는 연방정부의 업무어이다."라고 규정하고 있다. 또한 9개주 2개 자치시는 각 주별로 독자적으로 공용어(일부는 "업무어"라고 표현)도 인정되고 있다. 영어는 행정 언어로서 많이 사용된다. 인도의 산스크리트어나 유럽의 라틴어처럼 그으즈어라는 사멸된 고대 언어도 존재한다. 그으즈어는 정교회의 전례에 사용된다.

## 종교
| 종교 구성 (에티오피아) | 종교 구성 (에티오피아) | 종교 구성 (에티오피아) | 종교 구성 (에티오피아) | 종교 구성 (에티오피아) |
| ---------------------- | ---------------------- | ---------------------- | ---------------------- | ---------------------- |
|                        |                        |                        |                        |                        |
| 에티오피아 정교회      | 에티오피아 정교회      |                        | 43.5%                  | 43.5%                  |
| 이슬람교               | 이슬람교               |                        | 33.9%                  | 33.9%                  |
| 개신교                 | 개신교                 |                        | 18.6%                  | 18.6%                  |
| 전통종교               | 전통종교               |                        | 2.6%                   | 2.6%                   |
| 가톨릭                 | 가톨릭                 |                        | 0.7%                   | 0.7%                   |
| 기타                   | 기타                   |                        | 0.7%                   | 0.7%                   |

2007년 인구조사에 따르면 에티오피아 정교회 43.5% 개신교 18.6% 천주교 0.7% 이슬람교 33.9% 전통종교 2.6% 그 외 0.7%이다.
에티오피아 정교회는 깊고 독자적인 역사적 뿌리를 가진 기독교 분파로, 에티오피아 국민의 43.5%가 신자들이다. 에티오피아 정교회는 비 칼케돈 계열 기독교 교회 즉, 칼케돈 공의회의 결정을 따르지 않는 오리엔트 정교회의 일파이며, 멩기스투 대통령 치하에는 교회가 문을 닫고 사제들이 체포되는 등 탄압을 받았다. 에티오피아 정교회 이외의 기독교 교파로는 성공회를 비롯한 개신교(오순절주의 계통과 신복음주의적인 교단이 대부분)가 있다.
그 외의 종교로는 이슬람교가 존재하며 기타 소수민족을 중심으로 샤머니즘 성격의 토착 신앙도 존재한다. 이슬람교는 동부에 특히 신자가 많이 분포하는데 소말리주와 아파르주의 다수민족인 소말리인과 아파르인 대부분이 믿고, 오로모족의 60%가 믿는다. 암하라인 중 이슬람교의 비율은 17%로 비교적 낮다.

## 문화
공용어인 암하라어는 그으즈 문자라는 고유의 문자를 사용한다. 그으즈 문자는 남아라비아 계통을 잇고 있는 유일한 문자이다. 기본적으로 자음 문자에 모음 기호의 변형을 통해서 음의 변화를 표시하는 음절문자이다. 그레고리력 이외에 독자적인 에티오피아력을 사용하고 있다.

## 스포츠
케냐와 더불어 육상 강국 중 하나로 손꼽히며 주로 마라톤과 중·장거리 종목에서 아주 좋은 성과를 거두었고 아베베 비킬라, 미루츠 이프테르, 하일레 게브르셀라시에, 케네니사 베켈레 등 내로라하는 수많은 마라토너를 배출하는 등 현재까지도 케냐와 함께 육상 강국의 면모를 계속해서 굳히고 있는 반면 축구 대표팀은 FIFA 월드컵 본선 경험이 전혀 없으며 아프리카 네이션스컵 본선에만 11번 출전하여 이 중 1962년 대회에서 우승을 차지했고 1963년과 1968년 대회에서는 4강에 오른 적도 있지만 이후에는 별다른 성적을 거둔 적이 없는 아프리카 축구 약체팀들 중 하나로 손꼽힌다.
그래도 2014년 FIFA 월드컵 아프리카 지역 예선 8경기에서 5승 2무 1패의 호성적으로 사상 첫 최종 예선 진출의 쾌거를 이뤄냈고 2023년 아프리카 네이션스컵 예선에서는 전 대회 준우승팀이자 아프리카 네이션스컵 최다 우승팀인 이집트를 D조 2차전에서 2-0으로 꺾는 이변을 일으키는 등 나름 선전하는 모습도 보여주었다.

## 대외 관계

### 대한민국과의 관계
에티오피아는 남북한 동시 수교국이다. 대한민국과 에티오피아는 1963년 12월 23일에 수교하였다. 수교 이전인 1950년 한반도에서 일어난 한국 전쟁에 에티오피아는 아프리카에서 남아프리카 연방과 함께 더불어 전투병력을 파견하였다. 에티오피아 전투병력은 황제의 친위대로서 한국 전쟁에서 최정예 군인에 걸맞은 전투 성과를 내고 명예롭게 귀국하였다. 이에 셀라시오 황제는 직접 그들의 전공을 치하하였다.
1974년에 입헌 군주제가 폐지되었는데 멩기스투 공산주의 정권은 황제를 살해하고 암매장하는 만행을 저질렀다. 그들은 마르크스주의에 근거한 공산주의 체제를 표방하며 조선민주주의인민공화국과 가까운 관계가 되었다. 공산정권은 한국 전쟁 참전 용사들을 핍박하였으며 많은 참전 용사들이 죽고 다쳐 고국을 등질 수밖에 없었다. 1988년 서울 올림픽에는 불안정한 국내 사정(내전)으로 불참하였다. 1991년에 옛 중앙유럽 공산주의 정권들의 붕괴와 남북동시 유엔 가입, 멩기스투 공산주의 정권 종식과 멜레스 제나위 총리의 집권으로 대한민국과의 관계를 개선하기 위해 노력 중이다. 모두 255명(재외국민 255명, 시민권자 0명)의 한민족들이 에티오피아에 거주(2010년 12월 기준)하고 있다.
2013년 8월에 조선민주주의인민공화국 외교관이 에티오피아에서 근무하던 도중 대한민국 대사관으로 넘어가서 망명을 요청했다. 결국 대한민국에 넘어오는데 성공했다고 전해지나 고위급 외교관은 아니었다.

### 미국과의 관계
이 나라는 제2차 세계 대전 당시 연합국으로 참전하여, 국제 연합의 창설회원국이 되었다. 제정이 폐지되기 전까지는 미국의 지원을 많이 받았다. 그러나, 멩기스투 정권의 집권 이후 미국과의 관계가 소원해졌다. 1991년에 멩기스투 정권이 전복된 이후, 미국과 다시 협조 관계를 맺고 있었으나 최근 코로나-19 사태가 터지고 나서, 미국 트럼프 행정부랑 이번 코로나-19 사태를 방치한 세계보건기구 테워드로스 아드하놈 사무총장에 관한 논란으로 다시 갈등을 맺고 있다.

## 기아문제
에티오피아의 기아 문제는 심각한 상태이다. 소말리아에서 이주한 난민에 에티오피아도 정세가 불안하기에 에티오피아의 기아문제는 소말리아랑 관계가 있다고 보고있다. 매년 아일랜드의 NGO인 컨선월드와이드(Concern Worldwide), 독일의 NGO인 세계 기아 원조(Welthungerhilfe) 그리고 미국의 연구기관인 국제식량정책연구소(IFPRI)가 협력하여 발표하는 세계 기아 지수(GHI)에 따르면 2016년 에티오피아의 기아지수는 100점 만점 중 33.4점으로 가장 심각한 기아점수를 기록한 중앙아프리카 공화국의 46.1점과 비교해봐도 심각한 수준이다. 이는 조사 대상이었던 118개의 개발도상국 중 107위에 해당하는 수치로 상당한 기아 수준을 보여준다고 할 수 있다.

### 에티오피아
- 에티오피아 문화관광부 보관됨 2021-10-11 - 웨이백 머신
- 에티오피아 외무부
- '한국 원두커피 역사' 된 이디오피아 '황실 원두'
- 에티오피아 한인 정보 센터 : http://www.etkoin.com 보관됨 2017-08-12 - 웨이백 머신

### 대한민국
- (한국어) 아비시니아 후원회 보관됨 2005-02-08 - 웨이백 머신
- 주에티오피아 대한민국 대사관